# 怪宴
《怪宴》（英語：Murder by Death）是1976年的一部喜剧电影，於同年6月在美国上映，由尼尔·西蒙编剧，罗伯特·摩尔导演，演员有亚历克·吉尼斯、大卫·尼文、玛吉·史密斯、彼得·塞勒斯、彼得·福克等，著名作家杜鲁门·卡波特也客串了角色。本片有着传统悬疑片的形式，其中几位侦探的原型也都是侦探小说史上的著名侦探，但其重点并不在于通过推理和调查找出真凶，而是重在戏仿乃至恶搞传统的侦探小说和悬疑片。

## 剧情
神秘住宅的主人莱昂内尔·吐温在寄给五位世界名侦探（查尔斯顿先生、王督查、米洛·比埃尔、萨姆·戴蒙德和杰西卡·马波尔）的邀请函上签名，邀请他们参加“晚宴与一场谋杀”（Dinner and a murder）活动。签好名后，由双眼失明的管家把信寄出。随后这五位侦探各带了一位亲属或朋友来到了这座神秘的宅邸。这五对来客在路上、宅邸大门、和盲管家的交流乃至自己的房间中都遇上了各种诡异又搞笑的状况，盲管家接待完客人后，吩咐新来的聋哑厨娘开始准备晚宴。晚宴上杀机重重，先是王督查发现自己的酒里有毒，之后他和查尔斯顿先生又侥幸躲过掉下的利剑，喜欢美食的米洛·比埃尔则是饿得不行，而盲管家应付完客人后，教训了完全没准备晚宴的聋哑厨娘一顿。
不久莱昂内尔·吐温先生现身席上，宣称他自己是本世界最伟大的犯罪学家，向客人们挑战说，到午夜时分，桌上的某个人会被杀死，破解真相的人可以获得一百万美元的悬赏，之后就又消失在黑暗中。众人正人心惶惶时，厨娘奔了进来，大张着嘴叫喊，似乎要说什么。侦探们立刻分成两组，王督查、马波尔小姐和米洛·比埃尔先行勘察，发现管家死在了厨房。当他们回到餐厅时，发现门上了锁。比埃尔奔回厨房拿钥匙，惊奇地发现管家尸体不见了，只有衣服留在桌前。他们打开餐厅，里面空无一人。墙上的驼鹿头提示他们“关门从一数到十，扭动门把重新试”。照做之后，他们才发现了等在餐厅里的其他人。第二组的查尔斯顿先生和萨姆·戴蒙德进行调查时却发现了赤身裸体的管家，随后遇到了类似的房间变换的情况，这让来客们觉得这个别墅机关重重，决定集中在餐厅里手挽手坐着等待午夜到来。可午夜时分过去了，谋杀并没有发生。
大家刚认为危机已经过去，却发现吐温先生本人被杀了。他们正在怀疑厨娘时，又发现了一具仿真的厨娘模特。这让大家觉得晕头转向，决定喝酒休息，进行推理。可推理开始后不久，侦探们就互相揭露起对方隐私乃至争吵起来，最后大家发现每个人都有杀死吐温先生的动机，弄得不欢而散。当夜侦探们受到了毒蛇、煤气等死亡威胁。最后五对来客都战胜了死亡的威胁到了办公室。
面对着重新活过来的管家，他们分别给出了自己的答案。管家宣布“你们都错了”拉下了自己的面具，他正是被杀的吐温先生。他开始逐一批评侦探们惯用的推理方式（实际上是侦探小说作者的写作风格），比如隐瞒线索、愚弄读者、为了出人意料编造逆转结局等，“现在，局面反转了，成百万神秘小说的读者终于出了口恶气”。看到五对来客垂头丧气地离去后，吐温先生摘下了面具，她是厨娘。

## 演员、角色与对应的侦探
- 杜鲁门·卡波特扮演宅邸主人莱昂内尔·吐温先生。亚力克·吉尼斯爵士扮演盲管家，他当时已经很少到好莱坞拍戏，但他认为这部电影“让人愉悦，非常有趣，只是自己可发挥的地方太少[3]”。南希·沃尔克扮演聋哑厨娘，这是她的最后一部电影。
- 大卫·尼文和玛吉·史密斯扮演迪克·查尔斯顿和朵拉·查尔斯顿，他们是一对来自美国上流社会的侦探夫妇，源于达希尔·哈米特的《瘦子》里的尼克·查尔斯和诺拉·查尔斯。上流社会的习惯让他总是过于彬彬有礼，这让硬汉派风格的，主要解决社会底层案件的山姆·戴蒙德很受不了。
- 彼得·塞勒斯扮演西德尼·王督查，这一角色源于名侦探陈查理，他保留了陈查理爱引用谚语和用比喻说明问题的特征，同样保留了陈查理常法语法和用词错误的缺点，如把墙上装饰的驼鹿头称作牛头，不用定冠词，结果总是被吐温先生批评[4]。理查德·奈瑞卡则扮演他的日本养子威利。
- 詹姆斯·科科和詹姆斯·克伦威尔扮演来自布鲁塞尔的侦探米洛·比埃尔和他的司机马塞尔·卡赛特。他们源于阿加莎·克里斯蒂笔下的著名比利时侦探赫尔克里·波洛和他的助手阿瑟·黑斯汀斯。米洛·比埃尔保留了波洛喜好美食和讨厌别人把他当成法国人的特点。这也是詹姆斯·克伦威尔的第一个电影角色。
- 侦探剧《神探可伦坡》的主演彼得·福克扮演萨姆·戴尔蒙德，这个角色的原型是达希尔·哈米特笔下的私人侦探山姆·斯帕德。他保留了山姆·斯帕德的部分硬汉侦探特征，很多台词源于山姆·斯帕德为主角的《马耳他之鹰》和扮演山姆·斯帕德的亨弗莱·鲍嘉的经典《卡萨布兰卡》。艾琳·布伦南扮演他的秘书，这一角色源于《马耳他之鹰》里山姆·斯帕德的秘书艾菲·佩林。
- 艾尔莎·兰彻斯特扮演英格兰女侦探杰西卡·马波尔小姐，九十三岁高龄的埃斯特里·温伍德扮演老态龙钟的从小照顾马波尔小姐的护士。他们两人在二十年前的《玻璃拖鞋》中合作过[5]。马波尔小姐这一名字源于阿加莎·克里斯蒂笔下的简·马普尔小姐，但影片中的形象和性格与马普尔小姐截然不同，反而是护士的形象更像马普尔小姐。

## 奖项与其他
- 杜鲁门·卡波特因本片获得了1977年度的金球奖最佳初次表演奖提名，但输给了出演《饥饿生存》的阿诺德·施瓦辛格，尼尔·西蒙则获得了1977年度美国编剧工会最佳喜剧剧本奖提名[6]。
- 本片开头，各位演员先以漫画风格展现，这些漫画是《阿達一族》的作者查理斯·亚当斯创作的，他也为本片设计了海报。
- 本片公映的版本中有几段镜头被删去了，其中一段是五对来客离开神秘住宅时，王督查的车遇到了前来赴宴的两位英国绅士，其中一位较瘦的不喜交谈，另一位较胖的向王督查询问情况，两人的原型是歇洛克·福尔摩斯和他的助手约翰·华生[7]。

## 外在链接
- 互联网电影数据库（IMDb）上《怪宴》的资料（英文）
- TCM电影资料库上《怪宴》的资料（英文）
- 爛番茄上《怪宴》的資料（英文）